# Mistrzostwa Afryki Juniorów w Chodzie Sportowym 2009
Mistrzostwa Afryki Juniorów w Chodzie sportowym 2009 – zawody lekkoatletyczne rozegrane 19 kwietnia w Radis w Tunezji.
W mistrzostwach wzięło udział 13 lekkoatletów (8 zawodników i 5 zawodniczek) z 3 krajów.

## Rezultaty

### Mężczyźni
| Konkurencja:  | 1. miejsce      | Rezultat | 2. miejsce    | Rezultat | 3. miejsce        | Rezultat |
| Chód na 10 km | Mohamed Meddour | 45:38    | Hedi Bougatfa | 45:57    | Houcem Abdellaoui | 46:01    |

### Kobiety
| Konkurencja:  | 1. miejsce | Rezultat | 2. miejsce      | Rezultat | 3. miejsce | Rezultat |
| Chód na 10 km | Olfa Hamdi | 50:20    | Sabrine Sellimi | 52:20    | Gehad Adel | 55:05    |